# Thelypteris soridepressa
Thelypteris soridepressa är en kärrbräkenväxtart som beskrevs av Salino och V.A.O.Dittrich. Thelypteris soridepressa ingår i släktet Thelypteris och familjen Thelypteridaceae. Inga underarter finns listade.